# Sibine priscillans
Sibine priscillans är en fjärilsart som beskrevs av Dyar 1927. Sibine priscillans ingår i släktet Sibine och familjen snigelspinnare. Inga underarter finns listade i Catalogue of Life.